# Frankfurt (entrepà)
L'entrepà de salsitxa de Frankfurt, o de vegades simplement frankfurt, és un entrepà, usualment en un panet allargat, partit per la meitat i al mig té una salsitxa o botifarra de tipus alemany.
Pot ser salsitxa de Frankfurt, salsitxa alemanya blanca, cervela, etc., s'hi pot afegir quètxup o mostassa i es menja calent. Als Països Catalans solen ser salsitxes o botifarres senceres, però a Alemanya en tenen també d'altres molt més grans que les catalanes, com per exemple la currywurst i llavors a l'entrepà n'hi posen llesques.
Als Països Catalans es poden comprar en paradetes, especialment en festes o fires d'atraccions, però és més habitual menjar-los a establiments especialitzats, que tenen una desena de salsitxes de Frankfurt diferents i de vegades també carn a la planxa o hamburgueses. Se solen acompanyar amb cervesa, aigua o un refresc. A Alemanya es mengen als bars i cerveseries, i també a parades o establiments especialitzats, que solen oferir una àmplia oferta de salsitxes diferents i de salses. Als Estats Units, els hot dog (o hotdog), frankfurter (algun cop escurçat en frank) o wiener ('vienès'), es compren a venedors de carrer i les han popularitzat com a menjar ràpid.
A Alemanya és una menja tradicional que ja existia al segle xiii.